# Thịt cừu

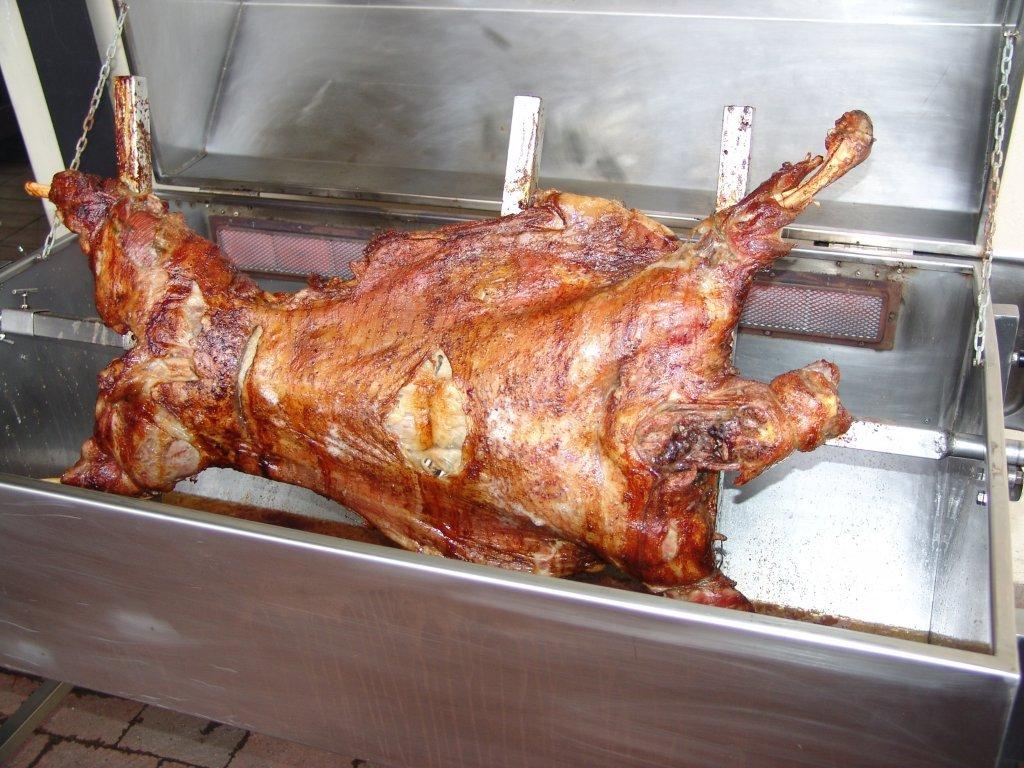
Thịt cừu nướng ở Nam Phi

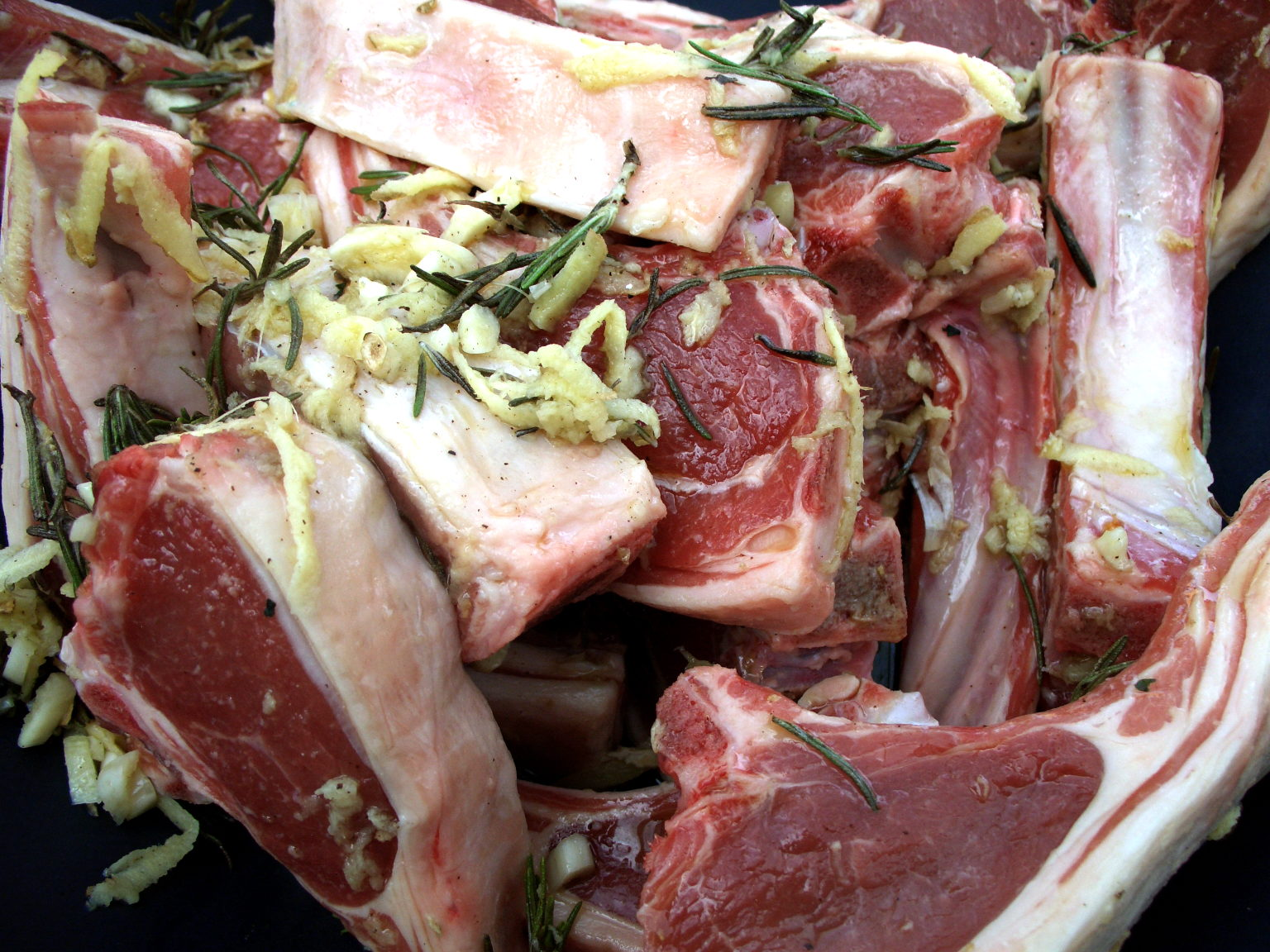
Thịt cừu tươi

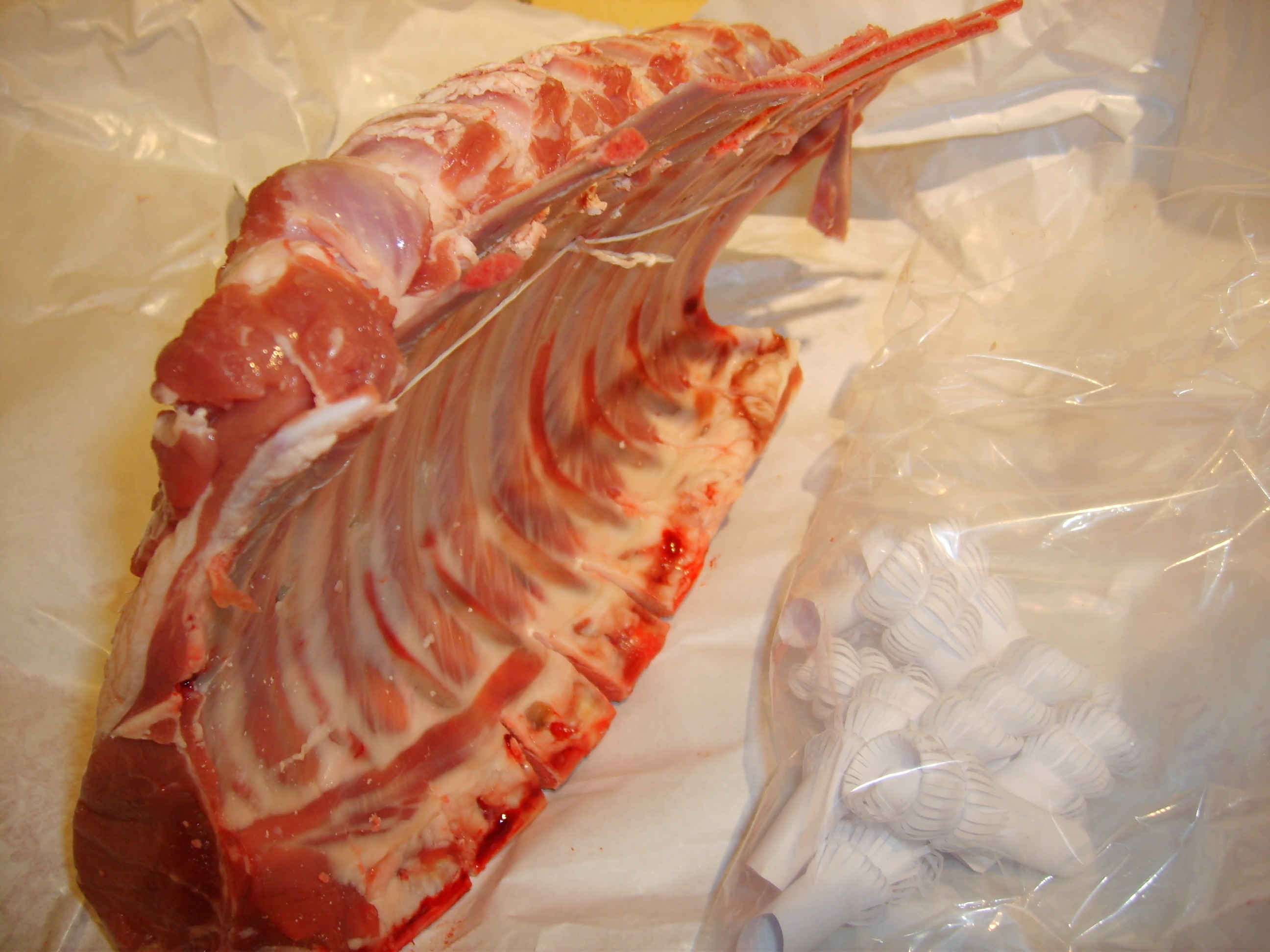
Một miếng sườn cừu

Thịt cừu hay thịt trừu là loại thịt thực phẩm từ cừu. Ở một số quốc gia, thịt cừu không những tốt cho sức khỏe mà được coi là món ăn mang lại sự may mắn và sung túc cho người được thưởng thức. Việc tiêu thụ nhiều thịt cừu góp phần thúc đẩy ngành chăn nuôi cừu.

## Tổng quan
Thịt cừu có vẻ ngoài khá giống với thịt vịt và thịt bò  nhưng thịt cừu ngon là loại thịt có kết cấu mịn, mềm, có độ đàn hồi cao, có vẻ hơi dẻo. Miếng thịt có vết cắt từ màu hồng nhạt đến màu đỏ, ít mỡ trắng bên trong thịt là tươi ngon, miếng thịt cừu đã chuyển sang thâm tím hoặc mỡ có màu vàng là thịt cừu đã không đạt chất lượng tốt nhất. Đặc trưng của thịt cừu là có mùi hăng do phần mỡ đính kèm bén mùi.
Thịt cừu còn là một món ăn lạ chứa rất nhiều chất dinh dưỡng có lợi cho sức khỏe mà đặc biệt là hệ miễn dịch, hệ thần kinh, trí nhớ… Thịt cừu giúp bổ sung nhiều chất dinh dưỡng và bổ máu, giúp tráng dương, mạnh gân cốt, có lợi cho phổi, giảm tình trạng hen suyễn, viêm phế quản, bệnh phổi hay nhiều chứng bệnh về hô hấp khác thường gặp vào mùa đông. So với dê, hàm lượng các chất dinh dưỡng ở thịt cừu không thua kém. Thịt cừu ngon, giàu chất dinh dưỡng lại ít mỡ, hàm lượng cholesteron thấp cộng thêm tâm lý cừu chỉ ăn cỏ nên sạch vì thế thịt cừu đang được người tiêu dùng nhiều nơi lựa chọn.
Tại Việt Nam, những năm trước đây thịt cừu tiêu dùng trong nước chủ yếu từ nhập khẩu và so với các loại thịt gia súc gia cầm khác, giá thịt cừu ở mức cao hơn. Hiện tại ở Việt Nam cũng đã có một số vùng nuôi được cừu để lấy thịt nên giá cả của thịt cừu không còn đắt giống như những năm về trước. Thậm chí thịt cừu nuôi trong nước còn được ưa chuộng hơn cả thịt cừu nhập khẩu bởi vì giá cả khá mềm, nhiều nạc, xương nhỏ và mùi không gây như thịt cừu nhập khẩu.

## Một số món
- Đầu cừu thui Svið: Đầu cừu sẽ được chia làm đôi, thui cho cháy xém và sau đó đem luộc. Đây là món ăn truyền thống phổ biến nhất ở Iceland. Svið không phải là một món ăn tồi bởi phần đầu là phần chứa nhiều thịt ngon. Những đầu bếp ở đây sẽ giữ nguyên mọi thứ từ lưỡi cho đến mắt để đáp ứng sở thích khác nhau của thực khách.
- Blóðmör là món dồi với nguyên liệu chính là máu cừu, mỡ thận kết hợp với bột mỳ và yến mạch. Người ta thường luộc Blóðmör lên rồi đem rán trên một chiếc chảo. Tuy nhiên với nhiều thực khách, món ăn này khi để lạnh sẽ có hương vị ngon hơn
- Haggis là một món ăn của người Scotland được làm từ nội tạng của cừu như phổi, gan, tim. Các cơ quan này được trộn với hành tây băm nhỏ, muối, gia vị, thịt bò và mỡ cừu nguyên chất. Hỗn hợp này tiếp tục được trộn lẫn với nước xương hầm và nhồi vào bên trong dạ dày động vật. Chúng có hình dạng giống như quả bóng thịt lớn và sau đó được ninh nhỏ lửa. Haghi được bọc trong vỏ xúc xích và có sẵn quanh năm.

## Cảnh báo

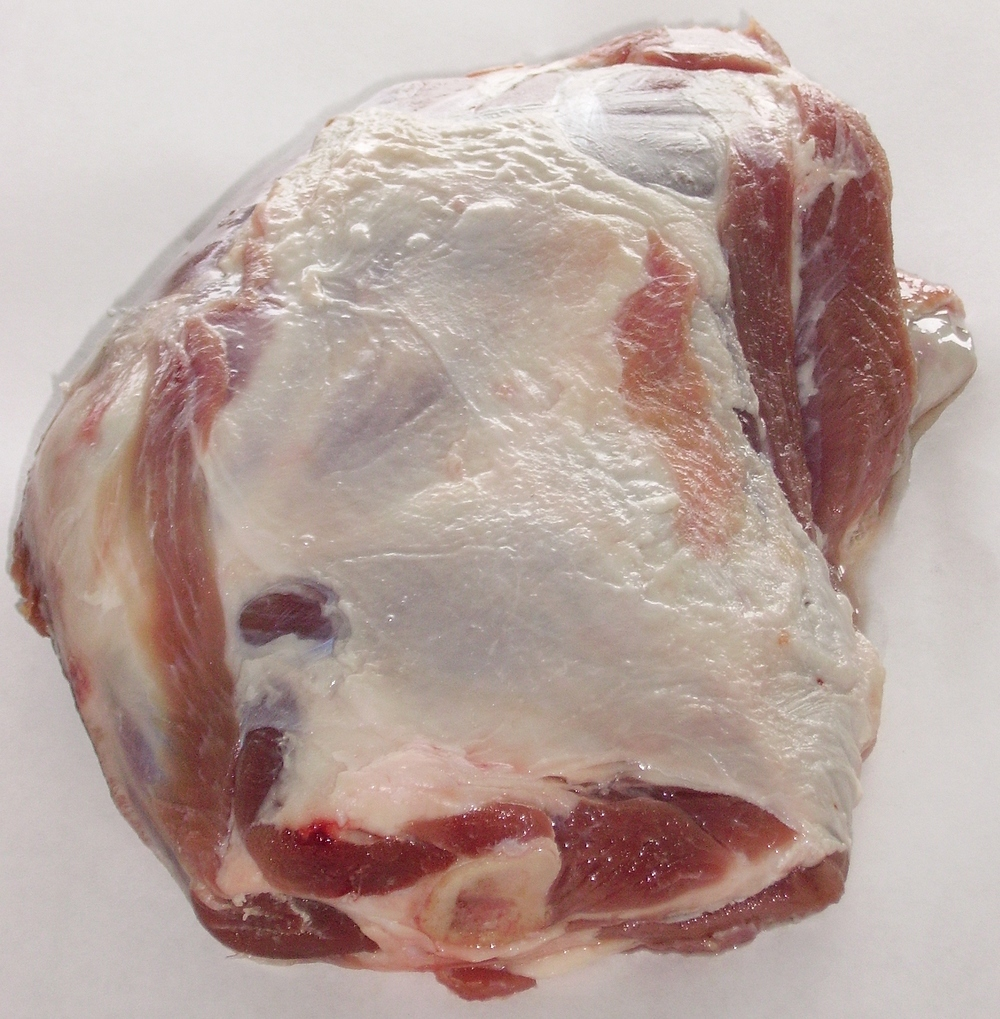
Một miếng thịt cừu

Cần phải chú ý là một số người không thích hợp để ăn thịt cừu như người bị ho, khó tiêu, viêm khớp, eczecma và sốt vì nó có thể làm cho tình trạng bệnh nặng hơn ngoài ra những người bị đau mắt đỏ, đau miệng, nướu, đau cổ họng hay tiêu chảy nên tránh không nên ăn thịt cừu vì có thể làm trầm trọng thêm các triệu chứng khó chịu. Không ăn thịt cừu với uống trà vì dễ sinh ra táo bón, những thực phẩm có tính hàn quá cao như dấm, dưa hấu, những thực phẩm có tính nhiệt quá cao như sầu riêng, bí ngô...
Lưu ý về vấn đề thịt bẩn, ở Trung Quốc có hơn 50 tấn thịt cừu giả chứa chất phụ gia gây ung thư đã bị phát hiện tại một nhà máy ở đông bắc Trung Quốc, làm dấy lên mối lo ngại về chất lượng an toàn thực phẩm. Toàn bộ số sản phẩm trên được tái chế từ thịt vịt ôi, mỡ cừu cùng nhiều chất phụ gia khác. Trong các sản phẩm nhiễm độc là 8,69g trên 1 kg, vượt xa tiêu chuẩn quốc gia về thịt tươi và thịt đông lạnh. Thực tế, chỉ cần 3g sodium nitrite là đủ để khiến một người trưởng thành thiệt mạng.
Tại Việt Nam đã thông báo cảnh báo của Trung Quốc về cơ sở sản xuất thịt cừu giả từ thịt vịt và gia cầm kém chất lượng này, Sự việc thịt cừu giả ở Trung Quốc đã khiến không ít người tiêu dùng Việt Nam lo ngại. Trước đó, ở nước này từng có sự kiện 543 thùng thịt cừu bị phát hiện nhiễm vi khuẩn hiếu khí, cliform vượt giới hạn cho phép nhưng không bị xử lý vì có tiếp tay ngầm.